# Martim Moniz
Martim Moniz fu un nobile e condottiero la cui esistenza non è stata storicamente accertata. Secondo la leggenda partecipò all'Assedio di Lisbona del 1147 e vi perse la vita utilizzando il suo stesso corpo per tenere le porte del Castello di São Jorge aperte così da permettere la sua presa da parte dell'esercito dei Cristiani.

## La leggenda
Secondo la leggenda, sarebbe stato un nobile cavaliere che combatté con eroismo durante l'Assedio di Lisbona del 1147, accanto alle forze cristiane sotto il re D. Afonso Henriques (1112-1185).
Notando l'apertura di una porta nel Castello dei Mori (oggi Castello di São Jorge), la attaccò da solo, sacrificando la sua vita mettendo il proprio corpo nella volta della porta in modo da impedirne la chiusura da parte dei difensori.
Questo gesto eroico permise il tempo necessario per l'arrivo e l'accesso dei cristiani, che riuscirono così a penetrare nel castello. In suo onore, questo accesso divenne noto come "Porta de Martim Moniz".

## Aspetti storici
Gli unici due testimoni storici della conquista di Lisbona da parte dei cristiani sono Osberno (autore del De expugnatione Lyxbonensi) e Arnulfo, che nei loro racconti non menzionano questo personaggio o questo episodio. Alexandre Herculano considerava l'episodio narrato dalla tradizione come leggendario, anche se sembra plausibile per il contesto dell'epoca.
Anche se ci sono controversie in termini di ricerca genealogica, alcuni autori ritengono che il personaggio era in realtà figlio di D. Monio Osórez Cabrera e Maria Nunes de Grijó, sposato con Teresa Afonso (che alcuni genealogisti indicano come figlia illegittima di D. Afonso Henriques e di Elvira Gualter), con la quale ebbe tre figli:
- Pedro Martins da Torre (1160 - ?), signore della Torre di Vasconcelos (da cui l'importante stirpe di Vasconcelos)
- João Martins de Cabreira Salsa;
- Martim Martins Cabreira (arcidiacono della Cattedrale di Braga)

I genealogisti indicano un altro personaggio con il nome di Martim Moniz, che sarebbe esistito nel 1149, sposato con Ouroana Rodrigues. Figlio di Moninho Viegas, signore con possedimenti in Arouca, dove era badessa Mór Martins, figlia (o discendente) di questo Martim.
Una terza versione, attribuita dai genealogisti a Maria Moniz de Cabreira, sorella dell'eroe di Lisbona, riferisce di avere battezzato un figlio, ma non ha mai saputo chi fosse il padre.
Alfredo Pimenta, nell'opera A façanha de Martim Moniz del 1940, commenta l'esistenza di documenti risalenti al 1258 che fanno il primo riferimento alla porta di Martim Moniz. Il  Nobiliário di Pietro Alfonso, conte di Barcelos menziona solo vagamente un Martim Moniz morto presso quella porta, ma il nome potrebbe provenire da un altro evento legato al castello, come la guerra civile del 1245-1247.
Tuttavia, la versione che appare forse più probabile sembra essere quella presentata dal celebre storico e genealogista portoghese Anselmo Braamcamp Freire, il quale afferma che è solo certo che ci sia stato davvero un nobile del XII secolo di nome Martim Moniz, il cui figlio, il già citato Martim Martins Cabreira (arcidiacono della Cattedrale di Braga), stabilì suo nipote Estevão Anes, figlio di João Peres de Vasconcelos (a sua volta figlio di Pedro Martins da Torre) come suo erede universale.